# 福宁府城隍庙
福宁府城隍庙，位于中国福建省霞浦县松城街道府前路316-2号，始建于北宋元祐二年（1087年），与霞浦县城隍庙形成“一庙两宇”的格局。该城隍庙于1980年代初遭拆毁，1995年重新建成，坐北朝南，屋顶为重檐歇山顶式，庙宇为钢筋水泥和砖木结构，建筑面积400平方米，高14.56米。
福宁府城隍庙以城隍庙石刻的名义成为霞浦县级文物保护单位，类型为石窟寺及石刻，公布时间为1999年5月。